# Mhardeh
Mhardeh is een plaats in het Syrische gouvernement Hama en telt ca 21.000 inwoners.

## Geboren
- Ignatius IV van Antiochië (1920/1921-2012), patriarch
- Ghada Shouaa (10 september 1973), meerkampster